# Feyenoord Rotterdam
Feyenoord je nogometni klub iz nizozemskog grada Rotterdama. Uz PSV i Ajax jedan je od tri nizozemska kluba koji je osvojio neki europski kup. Osvojili su Kup prvaka 1970. i Kup UEFA 1974. i 2002. godine. Trenutačno se natječe u Eredivisie, najvišem rangu nizozemskog nogometa.

## Klupski uspjesi

### Domaći uspjesi
- Nizozemska prvenstva (16)
  - Prvak (16): 1923./24., 1927./28., 1935./36., 1937./38., 1939./40., 1960./61., 1961./62., 1964./65., 1968./69., 1970./71., 1973./74., 1983./84., 1992./93., 1998./99., 2016./17., 2022./23.
  - Doprvak (22): 1930./31., 1931./32., 1932./33., 1936./37., 1942./43., 1959./60., 1965./66., 1966./67., 1967./68., 1969./70., 1971./72., 1972./73., 1974./75., 1975./76., 1978./79., 1982./83., 1993./94., 1996./97., 2000./01., 2011./12., 2013./14., 2023./24.
  - Trećeplasirani (17): 1925./26., 1928./29., 1984./85., 1985./86., 1986./87., 1991./92., 1995./96., 1999./00., 2001./02., 2002./03., 2003./04., 2005./06., 2012./13., 2015./16., 2018./19., 2019./20., 2021./22.

- Nizozemski kup (14)
  - Pobjednik (14): 1930., 1935., 1965., 1969., 1980., 1984., 1991., 1992., 1994., 1995., 2008., 2016., 2018., 2024.
  - Finalist (4): 1934., 1957., 2003., 2010.

- Nizozemski superkup (5):
  - Pobjednik (5): 1991., 1999., 2017., 2018., 2024.
  - Finalist (7): 1992., 1993., 1994., 1995., 2008., 2016., 2023.

### Europski i međunarodni uspjesi
Kup prvaka:
- Prvaci (1): 1969./70.

| 1969./70. | Feyenoord | 2:1 | Celtic |

Kup UEFA:
- Prvaci (2): 1973./74., 2001./02.

| 1973./74. | Feyenoord | 2:2, 2:0 | Tottenham Hotspur |
| 2001./02. | Feyenoord | 3:2      | Borussia Dortmund |

UEFA Superkup:
- Finalist (1): 2002.

| 2002. | Real Madrid | 3:1 | Feyenoord |

Interkontinentalni kup:
- Prvaci (1): 1970.

| 1970. | Feyenoord | 2:2, 1:0 | Estudiantes |

## Igračka priznanja
- Najbolji strijelac lige
  -  Piet Kruiver: 1966.
  -  Ove Kindvall: 1968., 1969., 1971.
  -  Peter Houtman: 1983.
  -  Pierre van Hooijdonk: 2002.
  -  Dirk Kuijt: 2005.
  -  Steven Berghuis: 2020.

## Poznati igrači
| - Stefan Babović - Aad Bak - Otman Bakkal - Clyde Best - George Boateng - Paul Bosvelt - Peter Bosz - Khalid Boulahrouz - Giovanni van Bronckhorst - Jordy Clasie - Johan Cruijff (Johan Cruyff) - Georgi Demetradze - Royston Drenthe - Jerzy Dudek - Brett Emerton - Henk Fräser - Jean-Paul van Gastel - Cor van der Gijp - Ulrich van Gobbel - Ed de Goey - John Guidetti - Ruud Gullit - Jonathan de Guzmán - Willem van Hanegem - Franz Hasil - Gerard "Puck" van Heel - Ruud Heus - Kevin Hofland - Pierre van Hooijdonk - Bruno Martins Indi - Rinus Israël - Daryl Janmaat - Wim Jansen - Bonaventure Kalou - Salomon Kalou - József Kiprich |  | - Ronald Koeman - Bert Konterman - Ove Kindvall - Reijnier "Beertje" Kreijermaat - Dirk Kuyt (Dirk Kuijt) - Henrik Larsson - Danko Lazović - Jan Linssen - Roy Makaay - Joris Mathijsen - Michael Mols - Coen Moulijn - Ivan Nielsen - Shinji Ono - Patrick Paauwe - Graziano Pellè - Robin van Persie - Tomasz Rząsa - Euzebiusz Smolarek - Włodzimierz Smolarek - Ioan Sabău - Gaston Taument - Jon Dahl Tomasson - Sjaak Troost - Marko Vejinović - Leen Vente - Ron Vlaar - Stefan de Vrij - Georginio Wijnaldum - Rob Witschge - John de Wolf - Julio Ricardo Cruz - Jean-Paul Boëtius - Eljero Elia - Karim El Ahmadi - Brad Jones |  | - Jens Toornstra - Nicolai Jørgensen - Tonny Vilhena - Steven Berghuis |

## Poznati treneri
- Giovanni van Bronckhorst (2015. – 2019.)
- Fred Rutten (2014. – 2015.)
- Ronald Koeman (2011. – 2014.)
- Mario Been (2009. – 2011.)
- Leon Vlemmings (2009.)
- Gertjan Verbeek (2008. – 2009.)
- Bert van Marwijk (2007. – 2008.)
- Erwin Koeman (2005. – 2007.)
- Ruud Gullit (2004. – 2005.)
- Bert van Marwijk (2000. – 2004.)
- Leo Beenhakker (1997. – 2000.)
- Arie Haan (1995. – 1997.)
- Willem van Hanegem (1992. – 1995.)
- Wim Jansen (1991.; 1992.)
- Václav Ježek (1978. – 1982)
- Vujadin Boškov (1976. – 1978.)
- Wiel Coerver (1973. – 1975.)
- Ernst Happel (1969. – 1973.)
- Norberto Höfling (1963. – 1964.)
- Richard Dombi (1935. – 1939.; 1951. – 1952.; 1955. – 1956.)

## Vanjske poveznice
- Website of Feyenoord (master page for Dutch version, and portal to other languages)
- Službene stranice na engleskom
- Službene stranice na japanskom
- Službene stranice na arapskom
- Feyenoord news on Yanks Abroad  Arhivirana inačica izvorne stranice od 5. ožujka 2016. (Wayback Machine)
- Feyenoord Rotterdam – nelužbene stranice u Poljskoj